# Fructe de mare

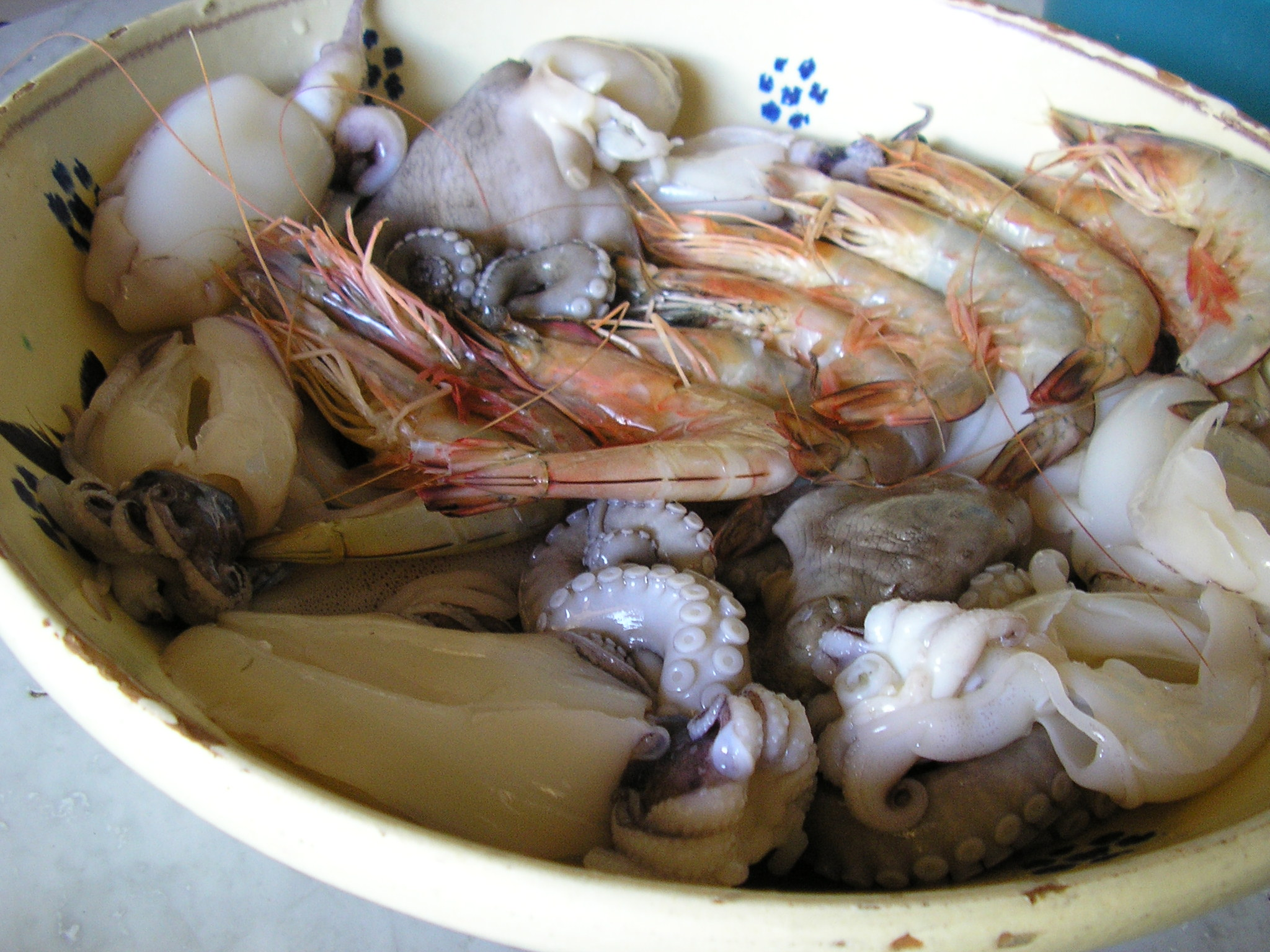
Fructe de mare

Fructe de mare sunt, în gastronomie, un ansamblu de animale marine mici: creveți, languste, stridii, homari, langustine, scoici, sepii, caracatițe etc., servite pe gheață sub formă de cocktail sau folosite ca ingrediente în preparate specifice. Deși majoritatea speciilor de crustacee sunt recoltate din mediile cu apă sărată, unele tipuri se găsesc în apele dulci. În plus, se consumă câteva specii de crabi, de exemplu Cardisoma guanhumi în Caraibe. 
Multe soiuri de crustacee sunt de fapt strâns legate de insecte și arahnide, care constituie una dintre principalele clase de Artropode. Cephalopoda (calamari, caracatițe, sepie) și bivalve (scoici, stridii) sunt moluște, precum și Gastropodiile (specii acvatice, cum ar fi melcii de mare și ochii, precum și specii de pământ precum melci și limacși).
Fructele de mare utilizate ca o sursă de hrană de oameni includ multe specii de scoici, midii, stridii și melci. Unele crustacee care sunt consumate în mod obișnuit sunt creveții, homarii, racii și crabii. Echinodermele nu sunt recoltate la fel de frecvent pentru alimente ca moluștele și crustaceele; totuși, icrele de echinoidele sunt destul de populare în multe părți ale lumii.
Majoritatea crustaceelor mănâncă o dietă compusă în principal din fitoplancton și zooplancton.
Fructele de mare sunt printre cei mai frecvenți alergeni alimentari.